# Mysteria lacordairei
Mysteria lacordairei là một loài bọ cánh cứng trong họ Cerambycidae.